# سفارة الأردن في فرنسا
سفارة الأردن في فرنسا هي أرفع تمثيل دبلوماسي لدولة الأردن لدى فرنسا. تقع السفارة في باريس وهي تهدف لتعزيز المصالح الأردنية في فرنسا.

## وصلات خارجية
- قائمة سفارات الأردن
- قائمة السفارات في فرنسا